# Monanthotaxis stenosepala
Monanthotaxis stenosepala (Engl. & Diels) Verdc. – gatunek rośliny z rodziny flaszowcowatych (Annonaceae Juss.). Występuje naturalnie w Gwinei, Sierra Leone, Liberii oraz Wybrzeżu Kości Słoniowej. 

## Morfologia
PokrójZimozielony krzew o lekko owłosionych gałęziach.
LiścieMają lancetowaty kształt. Mierzą 5–13 cm długości oraz 2–4 cm szerokości. Nasada liścia jest rozwarta. Blaszka liściowa jest o spiczastym wierzchołku.